# Achorella
Achorella är ett släkte av svampar. Achorella ingår i klassen Dothideomycetes, divisionen sporsäcksvampar och riket svampar.